# Diplosoma ooru
Diplosoma ooru is een zakpijpensoort uit de familie van de Didemnidae. De wetenschappelijke naam van de soort is voor het eerst geldig gepubliceerd in 2005 door Hirose & Suetsugu.